# Clase Chilreu
La Clase Chilreu  está formada por cuatro patrulleros oceánicos de la Armada Española, todos ellos de diferentes características, dedicados a misiones de vigilancia, inspección y apoyo a la flota pesquera, así como la protección de los intereses pesqueros españoles. Toma su nombre del islote Chilreu, situado frente a Aguete, en Marín, Pontevedra. El primero es un antiguo pesquero construido en Gijón (Principado de Asturias, España) por Naval Gijón S.A., adquirido por la Armada y transformado para su nuevo cometido, mientras que el resto de los patrulleros fueron construidos como tales por encargo directo de la Armada.

## Historia
Tras la incorporación del pesquero Pescalonso —que fue reformado y rebautizado como Chilreu (P-61)— a la Armada Española el 30 de marzo de 1992, se inició la construcción de otros tres buques (Alborán, Arnomendi y Tarifa), que se diseñaron expresamente para la misión de apoyo a la pesca.
Los tres últimos buques se construyeron en los astilleros Construcciones Navales Paulino Freire S.A. en Vigo (Pontevedra). El Alborán (P-62) se construye entre 1995 y 1996 y se entrega a la Armada el 8 de enero de 1997. En realidad se partió del diseño de un buque pesquero, adaptándolo para las funciones de patrullaje. El Arnomendi (P-63) se entrega el 13 de diciembre de 2000 y su madrina fue Loyola de Palacio, en esos momentos ministra de Agricultura, Pesca y Alimentación. El Tarifa (P-64) se comenzó a construir en el año 2003, ampliándose durante su construcción para dotar al buque de un sistema para el recogido de vertidos. Fue botado el 11 de noviembre de 2003 y se entregó a la Armada el 22 de junio de 2004 en presencia de los ministros José Bono y Elena Espinosa, entre otras autoridades civiles y militares.
Los tres buques construidos por Freire tienen diferentes características, si bien todos ellos cuentan con quirófano e incorporan a su dotación personal médico.
El 20 de febrero de 2008, el Alborán (P-62) participó junto con el patrullero Descubierta (P-75) en el descubrimiento y detención de presuntos narcotraficantes en la zona del Mar de Alborán.
En enero de 2018 se anunció la salida a subasta para desguace del Chilreu con un precio de salida inicial de 84 000 €

## Misiones
Sus tareas fundamentales son las de vigilancia, inspección y apoyo a la flota pesquera, así como la protección de los intereses pesqueros españoles. Se incluyen además las siguientes:
- Ejercer el control del espacio marítimo.
- Prestar asistencia en la mar a la flota pesquera, incluida asistencia médica.
- Efectuar operaciones de búsqueda y salvamento.
- Lucha contra la contaminación por medio del sistema para la recogida de vertidos (P-64).
- Presencia naval en zonas distantes y durante periodos prolongados.
- Servir de plataforma para operaciones especiales.
- Servir de plataforma para campañas científicas.

## Componentes
Alemania -  España -  Estados Unidos -  Italia -  Japón

### Estructura
| Sistema        | País              | Fabricante      | Notas |
| -------------- | ----------------- | --------------- | ----- |
| Casco (opción) | Bandera de España | Naval Gijón     |       |
| Casco (opción) | Bandera de España | Freire Shipyard |       |

### Electrónica
| Sistema                      | País              | Fabricante         | Notas                                |
| ---------------------------- | ----------------- | ------------------ | ------------------------------------ |
| Radar de navegación (opción) | Bandera de Italia | Consilium Selesmar | 1 unidad Bandas S y X                |
| Radar de navegación (opción) | Bandera de Japón  | Furuno             | 1 unidad del modelo FAR2825, Banda X |
| Radar de navegación (opción) | Bandera de Japón  | Furuno             | 1 unidad del modelo FR2130S, Banda S |

### Armamento
| Sistema                 | País                      | Fabricante            | Notas                    |
| ----------------------- | ------------------------- | --------------------- | ------------------------ |
| Ametralladoras medianas | Bandera de Estados Unidos | Browning Arms Company | 2 unidades M2 de 12,7 mm |

### Propulsión
| Sistema          | País                | Fabricante | 'Notas                       |
| ---------------- | ------------------- | ---------- | ---------------------------- |
| Motores (opción) | Bandera de Alemania | MaK        | 1 modelo 6M-453aK de 2460 CV |
| Motores (opción) | Bandera de Alemania | MaK        | 1 modelo 6M-453-C de 3000 CV |
| Motores (opción) | Bandera de Alemania | MaK        | 1 modelo 8M 25 de 3250 CV    |

## Unidades
| Identificativo | Nombre    | Fecha botadura | Fecha entrada en servicio | Fecha retirada | Código de llamada | Imagen |
| -------------- | --------- | -------------- | ------------------------- | -------------- | ----------------- | ------ |
| P-61           | Chilreu   | 02/05/1988     | 30/03/1992                | 29/06/2012     | [ 5 ]             |        |
| P-62           | Alborán   | 20/02/1993     | 01/08/1997                | -              | [ 5 ]             |        |
| P-63           | Arnomendi | 06/01/2000     | 13/12/2000                | -              | [ 5 ]             |        |
| P-64           | Tarifa    | 11/11/2003     | 22/06/2004                | -              | [ 5 ]             |        |